# المعرض الكبير

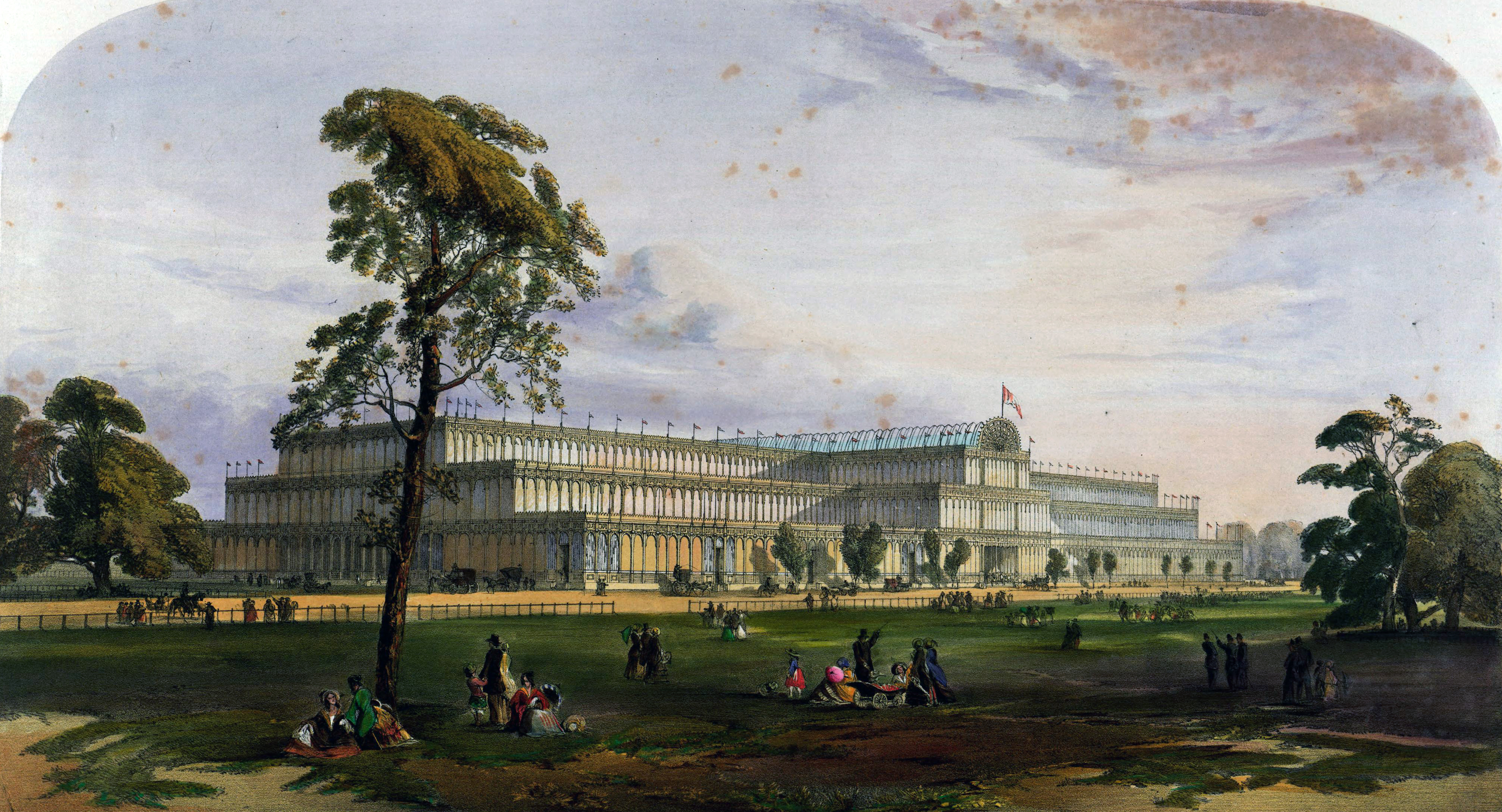
قصر الكريستال خلال المعرض الكبير لعام 1851.

كان المعرض الكبير للأعمال الصناعية لكل الأمم، والمعروف أيضًا باسم المعرض الكبير أو معرض القصر الكريستالي (إشارة إلى البنية المؤقتة التي أُقيم فيها)، معرضًا دوليًا أُقيم في هايد بارك بلندن، من 1 إلى 15 أكتوبر 1851. كان الأول في سلسلة من المعارض العالمية، وهي معارض ثقافية وصناعية ذاع صيتها في القرن التاسع عشر. نظم الحدث هنري كول والأمير ألبرت، زوج فيكتوريا ملكة المملكة المتحدة.
حضر مشاهير ذاك العصر المعرض الكبير، بما فيهم تشارلز داروين، وكارل ماركس، ومايكل فاراداي (الذي ساعد في تخطيط وتحكيم المعروضات)، وسامويل كولت، وأفراد أسرة أورليان الملكية والكتّاب تشارلوت برونتيه، وتشارلز ديكنز، ولويس كارول، وجورج إليوت، وألفرد تينيسون، وويليام ماكابيس ثاكيراي. أخرج الموسيقى الافتتاحية السير جورج سمارت تحت إشراف ويليام ستيرنديل بينيت. كانت شركة شويبس، أولى شركات المشروبات الغازية في العالم، الراعي الرسمي للحدث.

## خلفية
كان المعرض الكبير للمنتجات الصناعية الفرنسية الذي نُظم في باريس بفرنسا من 1798 حتى 1849 سلف المعرض الكبير لعام 1851 في لندن.
نظم المعرض الكبير للأعمال الصناعية لكل الأمم الأمير ألبرت، وهنري كول، وفرانسيس هنري، وجورج واليس، وتشارلز دايك وغيرهم من أعضاء الجمعية الملكية لتشجيع الفنون والتصنيع والتجارة ليكون احتفالًا بالتكنولوجيا والتصميم الصناعيين الحديثين. زُعم أنه كان ردًا على المعرض الصناعي الفرنسي عالي الفعالية لعام 1844: وفي الحقيقة، كان دافعه الأساسي «أن توضح بريطانيا للعالم دورها باعتبارها القائد الصناعي». كان الأمير ألبرت، زوج الملكة فكتوريا، مروجًا متحمسًا للمعرض ذاتي التمويل، وأُقنعت الحكومة بتشكيل الهيئة الملكية للمعرض في 1851 لإثبات جدوى استضافة مثل هذا المعرض. زارت الملكة فيكتوريا وعائلتها المعرض ثلاث مرات، وزارت الملكة 34 مرة. ورغم أن المعرض الكبير كان منصة يمكن للدول من جميع أنحاء العالم عرض إنجازاتها عليها، سعت بريطانيا إلى إثبات تفوقها. في المعرض الكبير «احتلت المعروضات البريطانية الصدارة في كل ميدان أُخذت فيه القوة والمتانة والمنفعة والجودة في عين الاعتبار، سواء أفي الحديد والصلب، أو في الآليات أو الأقمشة». سعت بريطانيا أيضًا إلى منح العالم أملًا بمستقبل أفضل. كانت أوروبا قد كافحت لتوها في «عقدين شاقين من الاضطراب» وباتت بريطانيا تأمل إثبات أن التكنولوجيا، ولا سيما خاصتها، هي مفتاح المستقبل الأفضل.
قالت سوفي فورغان عن المعرض إن «المعروضات الضخمة، والمتكدسة، و«التذكارية» في الجادة المركزية قد كشفت عن أولويات المنظمين، إذ وضعوا عمومًا الفن أو المواد الاستعمارية الخام في أرقى الأماكن. كانت التكنولوجيا وآليات النقل شائعة، ولا سيما المعروضات الشغالة». ذكرت أيضًا أن الزوار «كانوا قادرين على مشاهدة عملية إنتاج القطن كاملة من الغزل إلى القماشة النهاية. كانت الأدوات العلمية في الفئة إكس، وتضمنت التلغرافات الكهربائية والميكروسكوبات ومضخات الهواء والبارومترات، بالإضافة إلى الأدوات الموسيقية والجراحية والمتعلقة بعلم البنكامات».
بُني مبنى خاص، أو «حدائق شاليمار الكبيرة» لاستضافة العرض. صممه جوزيف باكستون بدعم من المهندس الإنشائي تشارلز فوكس، وتضمنت اللجنة المشرفة على بنائه إيزامبارد كينغدوم برونيل، واستغرق من تنظيمه إلى الافتتاح الكبير تسعة أشهر فقط. كان البناء مجازفًا من الناحية الهندسية، واستفاد من خبرة باكستون في تصميم المستنبتات الزجاجية لدوق ديفونشاير السادس. أخذ شكل منزل زجاجي هائل، بارتفاع 1848 قدمًا وعرض 454 (نحو 536 مترًا طولًا و138 عرضًا) وبُني من إطارات حديد الزهر وزجاج مصنوع بصورة حصرية تقريبًا في برمنغهام وسميثويك. من الداخل، أُبرز حجم المبنى الضخم بأشجار وتماثيل، وهذا لم يضف جمالًا إلى المشهد وحسب، بل أظهر أيضًا انتصار الإنسان على الطبيعة. كان القصر الكريستالي نجاحًا هائلًا، واعتبُر بديعة معمارية، لكن اعتُبر أيضًا نصرًا هندسيًا أظهر أهمية المعرض ذاته. نُقل البناء لاحقًا وأُعيد تشييده في 1854 بشكل مضخم في سيدينهام هيل بجنوب لندن، وهي منطقة أُعيدت تسميتها إلى كريستال بالاس. دمرته النار في 30 نوفمبر 1936.
زار ستة ملايين شخص –ما يعادل ثلث سكان بريطانيا آنذاك- المعرض الكبير. كان المعدل الوسطي للحضور اليومي 42.831 وبلغ ذروة قدرها 109.915 في 7 أكتوبر. رتب توماس كوك سفر 150.000 شخصًا إلى الحفل، وكان ذلك مهمًا في تطور شركته. حقق الحدث فائضًا قدره 186.000 جنيه استرليني (18.465.170 جنيه في 2021)، والذي استخدم لإنشاء متحف فيكتوريا وألبرت، ومتحف العلوم، ومتحف التاريخ الطبيعي. بُنيت كلها في المنطقة جنوب المعرض، ولُقبت بالألبرتوبوليس، بحذاء المعهد الإمبراطوري. استُخدم ما تبقى من الفائض لإعداد صندوق تعليمي يمنح منحًا مالية ودراسية للبحوث الصناعية، وما يزال مستمرًا حتى اليوم.

أثار المعرض الجدل مع اقتراب افتتاحه. خشي بعض المحافظين أن يتحول جمهور الزوار إلى عصابات ثورية. كتب ملك هانوفر إنجليزي المولد إرنست أغسطس الأول قُبيل وفاته رسالة إلى لورد سترانغفورد حوله قالت:
يجب أن تذهل حماقة الملكة وعبثيتها في سماحها بهذه التفاهة كل عقل عاقل وسليم التفكير، وأنا مندهش من أن الوزراء أنفسهم لا يصرون على ذهابها إلى أوزبورن على الأقل في خلال المعرض، إذ لا يمكن لإنسان أن يتحمل مسؤولية ما قد يحدث في المناسبة. الفكرة... لا بد أن تصدم كل إنجليزي شريف وحسن النية. لكن يبدو أن كل شيء يتآمر لخفض مكانتنا في عيني أوروبا.
في العصر الحديث، يُعد المعرض الكبير رمزًا للعصر الفيكتوري، ودليله السميك، المزود بنقوش فولاذية، مصدرًا أساسيًا للتصميم الفيكتوري العالي. ثمة نصب تذكاري للمعرض، متوج بتمثال للأمير ألبرت، خلف قاعة ألبرت الملكية. نُقشت عليه إحصائيات المعرض، بما فيها عدد الزوار والعارضين (بريطانيين وأجانب)، والأرباح المحققة.
أُنتجت مجموعة من الميداليات ومُنحت للعارضين واللجان ومقدمي الخدمات.

## المعارض
لا يعُد دليل الحدث الوصفي والموضح بالرسوم العارضين من جميع أرجاء بريطانيا وحسب، بل أيضًا من «مستعمراتها والأقاليم التابعة لها و44 دولة أجنبية». تضمنت المعروضات التي بلغت محصلتها 13.000، منسج جاكارد، وآلة صناعة ظروف، وأدوات مطبخ، وعروض صناعة فولاذ، وآلة حصاد أُرسلت من الولايات المتحدة.